# Kpoo
Kpoo är en klan i Liberia. Den ligger i regionen Montserrado County, i den centrala delen av landet, 60 km nordost om huvudstaden Monrovia.